# Кузьминка (Буздякский район)
Кузьминка (баш. Кузьминка) — деревня в Буздякском районе Республики Башкортостан Российской Федерации. Входит в состав Канлы-Туркеевского сельсовета. 

## География

### Географическое положение
Расстояние до:
- районного центра (Буздяк): 39 км,
- центра сельсовета (Канлы-Туркеево): 6 км,
- ближайшей ж/д станции (Буздяк): 39 км.

## Население
| 2002 | 2009 | 2010 |
| ---- | ---- | ---- |
| 73   | ↘69  | ↘44  |

Согласно переписи 2002 года, преобладающие национальности — башкиры (66 %), русские (34 %).